# Ветер ярости
«Ве́тер я́рости» (кит. 猛虎下山, англ. The Rage of Wind, букв. с кит. «Свирепый тигр спускается с гор») — гонконгский фильм с боевыми искусствами режиссёра Ын Сиюня, вышедший в 1973 году.

## Сюжет
Чэнь Кунь — мастер спорта по боксу, который хорошо зарекомендовал себя в Соединённых Штатах. В одном соревновании он случайно поражает противника насмерть. Он испытывает чувство вины, уходит из бокса, покидает штаты со своей женой и возвращается в свой родной город Чжоу Шань в Китае. Между тем, банда японских головорезов во главе с Катаямой беспредельничают в деревне. Они запугивают жителей и убивают невинных людей. Чэнь вмешивается и, следовательно, вызывает недовольство у Катаямы. Он и его жена находят убежище в доме своего приёмного отца Вона. Внук Вона, Чун является главой общества, которое противостоит японским бандитам. Оказывается, что Катаяма является японским шпионом, который отправлен в Чжоу Шань, чтобы организовать вторжение японской армии. Он посылает своих людей, чтобы арестовать жителей деревни всюду под тем предлогом, что они обязаны платить налоги. Чун и другие внезапно нападают на подчинённых Катаямы. С обеих сторон есть жертвы и раненые. Чун неосторожен, когда пытается убить помощника Катаямы. Он ранен и пойман Катаямой. Жена Чэня также схвачена. Катаяма приказывает своим людям сжечь все рыбацкие лодки в деревне, чтобы облегчить прибытие японской армии. Когда Чэнь мешает ему сделать это, Катаяма угрожает ему, предупреждая, что убьёт его жену. Но Чэнь отказывается идти на компромисс. После серии ожесточённых боёв, ему, наконец, удаётся убить Катаяму и спасти жену.

## В ролях
| Актёр          | Роль                                          |
| -------------- | --------------------------------------------- |
| Чэнь Син       | Чэнь Кунь                                     |
| Ясуаки Курата  | Катаяма Сиро                                  |
| Ирен Райдер    | жена Ченя                                     |
| Вон Юньсань    | Ван Чжун                                      |
| Чау Кон        | японец со шрамом                              |
| Сюнь Лам       | вор                                           |
| Хонь Куокчхой  | деревенский парень                            |
| Сомено Юкио    | Коя                                           |
| Лэй Катин      | Исикава                                       |
| Чань Линвай    | Кимура                                        |
| Хао Люйжэнь    | дядя Ван                                      |
| Брюс Лён       | человек, пытающийся убить Катаяму (в эпизоде) |
| Джимми Лун Фон | человек, пытающийся убить Катаяму (в эпизоде) |

## Съёмочная группа
- Кинокомпания: The Eternal Film (H.K.) Co.
- Продюсер: Пау Мин
- Режиссёр: Ын Сиюнь
- Постановщики боёв: Брюс Лён, Томми Ли, Лён Сиучхун
- Ассистент режиссёра: Чань Ва
- Сценарий: Цзян Исюн
- Композитор: Чау Фуклён
- Оператор: Уильям Чён
- Грим: Чэнь Ши
- Монтажёр: Сун Мин